# Partido dos Panteras Negras
O Partido dos Panteras Negras (em inglês, Black Panther Party ou BPP), originalmente denominado Partido Pantera Negra para Auto-defesa (em inglês, Black Panther Party for Self-Defense) foi uma organização urbana socialista revolucionária fundada por Bobby Seale e Huey Newton em outubro de 1966. O partido atuou nos Estados Unidos de 1966 a 1982, com filiais internacionais que operaram no Reino Unido no início da década de 1970 e na Argélia de 1969 a 1972.

## Histórico
Na sua criação, em 15 de outubro de 1966, a prática principal do Partido das Panteras Negras foi a patrulha de cidadãos armados para monitorar o comportamento dos oficiais do Departamento de Polícia de Oakland e desafiar a brutalidade policial em Oakland, Califórnia. Em 1969, os programas sociais da comunidade se tornaram uma atividade central dos membros do partido. O Partido dos Panteras Negras instituiu uma variedade de programas sociais comunitários, mais amplamente os Programas de Café da manhã grátis para crianças e clínicas de saúde da comunidade para abordar questões como a injustiça alimentar. O partido matriculou o maior número de membros e teve o maior impacto em Oakland-San Francisco, Nova York, Chicago, Los Angeles, Seattle e Filadélfia.
O diretor do FBI, J. Edgar Hoover, chamou o partido de "a maior ameaça à segurança interna do país" e ele supervisionou um extenso programa de contra-espionagem (COINTELPRO) de vigilância, infiltração, perjúrio, assédio policial e muitas outras táticas projetadas para minar a liderança dos Panteras, incriminar membros, desacreditar e criminalizar o partido, e drenar a organização de recursos e mão-de-obra. O programa também foi acusado de assassinar membros dos Panteras Negras.
Os membros do Partido das Panteras Negras estiveram envolvidos em muitos combates fatais com a polícia, incluindo Huey Newton, que supostamente matou o policial John Frey em 1967. Em 1968, Eldridge Cleaver liderou uma emboscada a policiais de Oakland, que feriu dois oficiais e matou o Pantera Bobby Hutton. O partido também esteve envolvido em muitos conflitos internos, incluindo os assassinatos de Alex Rackley e Betty Van Patter.
A opressão do governo contribuiu inicialmente para o crescimento do partido, já que os assassinatos e as prisões de Panteras aumentaram o apoio entre os afro-americanos e a ampla esquerda política, que valorizava os Panteras como uma poderosa força que se opunha à segregação racial e ao alistamento militar obrigatório. A adesão ao Partido das Panteras Negras alcançou um pico em 1970, com escritórios em 68 cidades e milhares de membros, e sofreu uma série de contrações. Depois de ser vilipendiado pela imprensa, o suporte público para o partido diminuiu, e o grupo ficou mais isolado. A luta entre a liderança do Partido, causada em grande parte pela operação COIVELPRO do FBI, levou a expulsões e defecções que dizimaram a adesão. O apoio popular para o Partido declinou ainda mais, depois que os relatórios apareciam detalhando o envolvimento do grupo em atividades ilegais, como o tráfico de drogas e os esquemas de extorsão dirigidos contra os comerciantes de Oakland. Em 1972, a maioria das atividades dos Panteras centrou-se na sede nacional e em uma escola em Oakland, onde o partido continuou a influenciar a política local. Embora sob vigilância policial constante, a sede de Chicago permaneceu ativa e manteve seus programas comunitários até 1974. A sede de Seattle durou mais do que a maioria, com um programa de café da manhã e clínicas médicas que continuaram mesmo depois que a sede se dissolveu em 1977. As contracções das partes continuaram ao longo da década de 1970 , e em 1980, o Partido das Panteras Negras tinha apenas 27 membros.
A história do Partido dos Panteras Negras é controversa. Os estudiosos caracterizaram o Partido das Panteras Negras como a organização de movimento negro mais influente do final da década de 1960 e "a ligação mais forte entre a luta doméstica de libertação negra e opositores globais do imperialismo americano". Outros comentadores descreveram o Partido como mais criminoso do que político, caracterizado por "postura desafiante sobre a substância".

## O Programa dos dez pontos (maio de 1967)
O programa dos dez pontos do Partido dos Panteras Negras foi escrito em 15 de maio de 1966, com o título em inglês What We Want Now!, no segundo volume do jornal The Black Panther.

O QUE QUEREMOS AGORA! EM QUE ACREDITAMOS?
Para aquelas pobres almas que não conhecem a história dos negros, as crenças e os desejos do Partido Pantera Negra para Auto-defesa podem parecer absurdos. Para o povo negro, os dez pontos são absolutamente essenciais para a sua sobrevivência. Temos ouvido a frase revoltante "essas coisas levam tempo" por 400 anos. O Partido Pantera Negra sabe o que o povo negro quer e precisa. A unidade negra e a auto-defesa tornarão essas demandas uma realidade.
O QUE QUEREMOS:
1. Nós queremos liberdade. Queremos poder para determinar o destino de nossa comunidade negra. 
2. Queremos desemprego zero para nosso povo.
3. Queremos o fim da ladroagem dos capitalistas brancos contra a comunidade negra.
4. Queremos casas decentes para abrigar seres humanos. 
5. Queremos educação para nosso povo! Uma educação que exponha a verdadeira natureza da decadência da sociedade americana. Queremos que seja ensinada a nossa verdadeira história e nosso papel na sociedade atual. 
6. Queremos que todos os homens negros sejam isentos do serviço militar. 
7. Queremos um fim imediato da brutalidade policial e dos assassinatos de pessoas negras.
8. Queremos liberdade para todos os negros que estejam em prisões e cadeias federais, estaduais, distritais ou municipais. 
9. Queremos que todas as pessoas negras levadas a julgamento sejam julgadas por seus pares ou por pessoas das suas comunidades negras, tal como definido pela Constituição dos Estados Unidos. 
10. Queremos terra, pão, moradia, educação, roupas, justiça e paz. 

EM QUE ACREDITAMOS
1.  Acreditamos que nós, o povo negro, não seremos livres enquanto não formos capazes de determinar nosso destino.
2. Acreditamos que o governo federal é responsável e obrigado a dar a todos os homens e mulheres emprego e garantir alguma forma de salário. Acreditamos que se os homens de negócio, brancos e americanos, não quiserem dar emprego a todos, então os meios de produção devem ser tomados deles e colocados a disposição da comunidade para que as pessoas possam se organizar e empregar toda a gente, garantindo um nível de vida de qualidade.
3. Acreditamos que esse governo racista nos roubou, e agora exigimos um pagamento de sua dívida de 40 hectares e duas mulas. Esse pagamento foi prometido há 100 anos como restituição por todo o trabalho escravo e os assassinatos em massa do povo negro. Nós iremos aceitar o pagamento em moeda corrente e ele será distribuído por todas as nossas comunidades. Os alemães estão agora ajudando os judeus em Israel pelo genocídio que realizaram contra aquele povo. Os alemães mataram 6 milhões de judeus. Os americanos racistas foram parte do assassinato de mais de 50 milhões de pessoas negras; portanto, sentimos que essa é uma demanda bem modesta que estamos fazendo.
4. Acreditamos que, se os donos de terras brancos não derem moradias decentes para a comunidade negra, então as terras e as casas devem ser conseguidas através de cooperativas de modo que nossa comunidade, com a ajuda do governo, possa construir casas decentes para seu povo.
5.  Acreditamos em um sistema educacional que dê ao nosso povo o conhecimento de si próprio. Se uma pessoa não tem conhecimento de si mesma e de sua posição na sociedade e no mundo, essa pessoa terá pouca chance de se relacionar com qualquer outra coisa.
6. Acreditamos que o povo negro não pode ser forçado a lutar no serviço militar para defender um governo racista que não nos protege. Nós não vamos lutar nem matar outras pessoas de cor no mundo que, como o povo negro, estão sendo vitimizadas pelo governo americano branco e racista. Nós vamos nos proteger da força e da violência dessa polícia racista e desse exército racista, usando todos os meios necessários.
7. Acreditamos que podemos acabar com a brutalidade policial em nossa comunidade negra organizando grupos negros de auto-defesa dedicados a defender nossa comunidade negra da opressão e brutalidade da polícia racista. A Segunda Emenda à Constituição dos Estados Unidos nos dá o direito de portar armas. Portanto, nós acreditamos que todo o povo negro deva se armar para auto-defesa.
8. Acreditamos que todos os negros devam ser libertados das várias prisões e cadeias, porque não tiveram julgamento justo e imparcial.
9. Acreditamos que os tribunais devam seguir a Constituição dos Estados Unidos para que o povo negro receba julgamentos justos. A 14ª Emenda à Constituição dos Estados Unidos dá a toda pessoa o direito de ser julgada por seus pares. Um par é uma pessoa de origem econômica, social, religiosa, geográfica, ambiental, histórica e racial similar. Para dar cumprimento a isso, o tribunal teria que compor um júri com elementos da comunidade negra, quando o réu fosse negro. Nós temos sido e estamos sendo julgados por júris totalmente compostos por brancos, que não têm nenhuma compreensão do que seja o "pensamento médio" da comunidade negra.
10. Quando, no curso dos acontecimentos humanos, torna-se necessário a um povo dissolver os laços políticos que o ligavam a outro e assumir, entre os poderes da Terra, uma posição separada e igual àquela que as leis da natureza e de Deus lhe atribuíram, o digno respeito às opiniões dos homens exige que se declarem as causas que o impelem a essa separação. Acreditamos que essas verdades sejam evidentes, que todos os homens são criados de maneira igual, que eles foram dotados por seu Criador de certos direitos inalienáveis, dentre os quais estão a vida, a liberdade e a busca por felicidade. Que, para assegurar esses direitos, governos são instituídos entre os homens, derivando seus justos poderes do consentimento dos governados - que, quando qualquer forma de governo se torna destrutiva desses fins, é direito do povo alterá-la ou aboli-la e instituir novo governo, baseando-o em tais princípios e organizando os seus poderes da forma que ao povo pareça mais conveniente para sua segurança e felicidade. A prudência, de fato, recomenda que os governos instituídos há muito tempo não sejam alterados por motivos fúteis e temporários; e, segundo a experiência tem demonstrado, as pessoas preferem sofrer, enquanto os males são suportáveis, a corrigir a injustiça, abolindo as formas às quais estão acostumados. Mas, quando uma longa série de abusos e usurpações, voltadas invariavelmente ao mesmo objetivo, indica o desígnio de submeter as pessoas ao despotismo absoluto, é um direito delas, um dever delas, abolir tal governo e instituir novos guardiães para a sua segurança futura.

— Bloom, Joshua and Martin, Waldo E. Black Against Empire. University of California Press, 2013, p. 70-72

## Protesto nas Olimpíadas de 1968

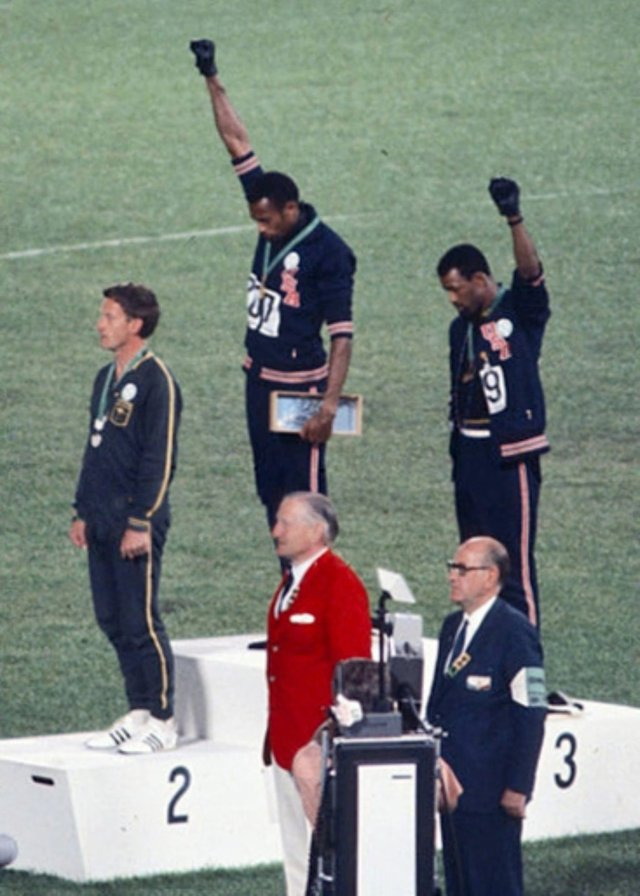
Esq. p/ dir: Norman, Smith e Carlos na famosa foto na Cidade do México 68

Na Olimpíada da Cidade do México, Tommie Smith e John Carlos, dois atletas afro-americanos, medalhistas dos EUA, fizeram a saudação do black power (braço estendido com o punho enluvado e fechado) durante a cerimônia de premiação da modalidade, após vencerem os 200 metros rasos. Por seu gesto, uma clara manifestação política, os dois atletas foram banidos dos Jogos pelo Comitê Olímpico Internacional (COI).
O punho erguido (raised fist ou punho cerrado) é um símbolo da esquerda e do Black Panther Party. Reinaldo, Eusébio e Sócrates (futebolista), todos ex-jogadores de futebol, também comemoravam seus gols com o braço erguido e o punho fechado.[carece de fontes?]

## Outras mídias
Integrantes dos Panteras Negras foram representadas em diversas obras da cultura pop como:
- Forrest Gump (Alguns membros aparecem durante os protestos Anti-Guerra do Vietnam em Washington, D.C)
- Os 7 de Chicago (Conta a história do julgamento com participação do ativista Bobby Seale em manifestações violentas em Chicago)
- Judas and the Black Messiah (Conta a história da perseguição e morte do revolucionário Fred Hampton)